# Jimmy Collins (cestista)
James Earl Collins, detto Jimmy (Syracuse, 24 novembre 1946 – 13 dicembre 2020), è stato un cestista e allenatore di pallacanestro statunitense, professionista nella NBA.

## Carriera
Venne selezionato dai Chicago Bulls al primo giro del Draft NBA 1970 (11ª scelta assoluta).